# 贵夜
贵夜（阿拉伯语：‎，羅馬化：Laylat al-Qadr，也音译为“盖德尔夜”），被认为是伊斯兰教的创立之始，是先知穆罕默德接受《古蘭經》之夜，也是伊斯兰教中一整年中最神圣的夜晚，通常于斋月末旬（后10天内）的单数日子中出现。按照目前多数伊斯兰学者的观点，“贵夜”被认为应在斋月的第二十七个夜晚。

## 宗教重要性
在穆斯林看來，貴夜無法與其他任何夜晚相比，根據傳統，即使一生都在崇拜，也不能與這個夜晚的崇拜行為所產生的祝福相提並論。在這一夜中所做的崇拜行為的獎勵比一千個月的崇拜的獎勵還要多。《古蘭經》中引用了貴夜： 

1. 我在那高貴的夜間確已降示它，
2. 你怎能知道那高貴的夜間是什麼？
3. 那高貴的夜間，勝過一千個月，
4. 眾天神和精神，奉他們的主的命令，為一切事務而在那夜間降臨，
5. 那夜間全是平安的，直到黎明顯著的時侯。——97章（高貴章），1–5節